# جانلوكا بوتزي
جانلوكا بوتزي (بالإيطالية: Gianluca Pozzi)‏ مواليد 17 يونيو 1965 في باري، هو لاعب كرة مضرب إيطالي سابق بدأ مسيرته كمحترف سنة 1984 وكان يلعب باليد اليسرى، اعتزل اللعب في 2004. أعلى تصنيف له في الفردي كان المركز الـ 40 في سنة 2001. سبق أن شارك في دورة الألعاب الأولمبية الصيفية.

## روابط خارجية
- جانلوكا بوتزي على موقع رابطة محترفي التنس (الإنجليزية)
- جانلوكا بوتزي على موقع الاتحاد الدولي لكرة المضرب (الإنجليزية)
- جانلوكا بوتزي على موقع كأس ديفيز (الإنجليزية)
- جانلوكا بوتزي على موقع خلاصة التنس.كوم (الإنجليزية)
- جانلوكا بوتزي على موقع أوليمبيديا (الإنجليزية)